# Tynesoft
Tynesoft Computer Software was een Brits bedrijf dat computerspellen ontwikkelde en uitgaf.
Het bedrijf werd in 1983 opgericht door Colin Courtney en Trevor Scott om educatieve software uit te brengen, maar stapte al snel over naar de markt voor computerspellen, waar het zich het grootste deel van de tijd op concentreerde. Het ontwikkelde talloze computerspellen voor een breed scala aan 8-bit microcomputers, met name die minder goed werden bediend door andere uitgevers, zoals de Commodore 16, BBC Micro en Atari 8-bit computers. Ze hadden ook een budgetlabel, MicroValue, dat compilaties, heruitgaven en enkele originele computerspellen uitgaf.
Tynesoft had het meeste succes met zijn multi-load computerspellen zoals Summer Olympiad, Circus Games en Rodeo Games. Ze brachten ook gelicentieerde ports uit voor kleinere systemen zoals bijvoorbeeld Spy vs. Spy voor de Commodore 16/+4, BBC Micro en Acorn Electron.
Vanaf eind jaren tachtig bracht Tynesoft ook computerspellen uit voor de 16-bit computers Amiga en Atari ST, evenals voor MS-DOS, maar slaagde er niet in een groot deel van deze nieuwe markt te veroveren en met de teloorgang van de markt voor 8-bit computerspellen daalden hun verkopen. Het bedrijf ging in juni 1990 failliet.

## Computerspellen  (selectie)

### 1984
- Auf Wiedersehen Pet
- Bingo
- Rig Attack
- Olympiad
- US Drag Racing
- Ian Botham's Test Match

### 1985
- Super Gran
- Super Gran: The Adventure

### 1986
- Future Shock
- Commonwealth Games alias European Games
- Mouse Trap
- Winter Olympics
- The Big KO

### 1987
- Phantom
- Mirax Force
- Spy vs. Spy
- Who Dares Wins II

### 1988
- Summer Olympiad
- Winter Olympiad '88

### 1989
- Circus Games
- Superman: The Man of Steel
- Buffalo Bill's Rodeo Games alias Buffalo Bill's Wild West Rodeo Show
- Roller Coaster Rumbler
- Mayday Squad

### 1990
- Beverly Hills Cop

## Platformen
- Acorn Electron
- Amiga
- Amstrad CPC
- Apple II
- Atari 8 bit-familie
- Atari ST
- BBC Micro
- Commodore 16, Plus/4
- Commodore 64
- MS-DOS
- MSX
- ZX Spectrum